# Prodegeeria chaetopygialis
Prodegeeria chaetopygialis là một loài ruồi trong họ Tachinidae.